# Kabukan
Kabukan is een bestuurslaag in het regentschap Tegal van de provincie Midden-Java, Indonesië. Kabukan telt 3554 inwoners (volkstelling 2010).